# جوزيف بي فولجير
جوزيف بي فولجير (بالإنجليزية: Joseph P. Folger)‏ هو أكاديمي أمريكي، ولد في 1951.